# Journal for the History of Astronomy
«Journal for the History of Astronomy» (англ. журнал історії астрономії) — рецензований науковий журнал, який публікує статті з історії астрономії від найдавніших часів до сьогодення. Видається з 1970 року і наразі публікується Sage Publishing.

## Історія
Редактором-засновником журналу був Майкл Госкін з Кембриджського університету, потім редактором був Джеймс Еванс з Університету П'юджет-Саунд.
З 1979 по 2002 рік як додаток до журналу видавалась «Archaeoastronomy» (англ. археоастрономія), але в 2003 році вона була включена до складу «Journal for the History of Astronomy».

## Реферування та індексування
«Journal for the History of Astronomy» реферується та індексується такими базами, як SCOPUS та Social Sciences Citation Index. Відповідно до Journal Citation Reports, його імпакт-фактор у 2012 році становив 0,326, що ставить його на 39 місце серед 58 журналів у категорії «Історія та філософія науки».